# Ведерникова, Галина Ивановна
Галина Ивановна Ведерникова (3 апреля 1940 года, Москва — 20 марта 2022 года) — советский и российский музеевед, кандидат исторических наук (1985), Генеральный директор Музейного объединения «Музей истории Москвы» (1993—2013), Заслуженный работник культуры РФ, член Комиссии по монументальному искусству при Московской Городской Думе.

## Биография
В 1963 году окончила Историко-архивный институт. С 1963 по 1993 год работала в Центральном музее революции СССР, пройдя путь от научного сотрудника до заместителя директора Музея по научной работе (1963—1991). В 1985 году защитила диссертацию на соискание степени кандидата исторических наук по теме: «История формирования документального фонда Центрального музея революции СССР: 1923—1937 гг.».
C 1993 года — директор Музейного объединения «Музей истории Москвы».
С 1934 года музей Москвы располагался в зданиях Храма Апостола Иоанна Богослова на Новой площади, но в 1992 году Правительство Москвы передало храмовый комплекс РПЦ. Музею необходимо было выехать, однако нового помещения  ему предоставлено не было. Г. И. Ведерникова направила в Московскую патриархию ходатайство о продлении сроков переезда и музей смог остаться на Новой площади до получения здания.
По проекту реконструкции московского городского сада «Эрмитаж», представленному правительством Москвы, Музей Москвы должен был разместиться в усадьбе Гагариных. Однако проект не был реализован из-за его высокой стоимости — около 188 млн у.е.
Под руководством Галины Ведерниковой музей официально стал Музейным объединением, включив в себя филиалы: Старый Английский двор (1994), Музей археологии Москвы (1997), Музей Храма Христа Спасителя (1998), Музей истории Лефортово (1999), Музей-усадьбу «Кузьминки» (1999) и Музей русской гармоники имени Альфреда Мирека (2000). Был разработан проект Музея В. А. Гиляровского в Столешниковом переулке.
В 1996 году музей отпраздновал 100-летний юбилей, превратившийся в праздник для всей Москвы. В рамках юбилея был издан иллюстрированный каталог музея — «Музей Истории города Москвы и его коллекции».
В 2006 году было принято решение о передаче музею зданий Провиантских складов на Зубовском бульваре для создания в них современного музея города.

В мае 2009 года Г. И. Ведерникова в своём эксклюзивном интервью Интерфаксу сказала следующее: 
Когда мы получили и увидели здания комплекса — они были в ужасном состоянии. Раньше, с 1917 года, здесь располагалась автобаза Минобороны, из-за чего была изменена архитектура, например, достроены пандусы. Одним словом, тогда здесь был полный разгром. Первое, что мы предприняли — это сняли с этих пандусов около десяти слоёв асфальта, которые были пропитаны соляркой и мазутом, освободили резервуар с горючим, восстановили связь и т. д. Мы понимаем, что предстоит огромная работа по воссозданию и освоению этого уникального памятника архитектуры, но мы готовы сделать все для этого.
Вместе с новым адресом музей получил и новое название — Музей Москвы. При музее было создано городское экскурсионное бюро.
В 2013 году по соглашению сторон контракт Г. И. Ведерниковой с Департаментом культуры города Москвы в лице руководителя департамента Сергея Капкова был расторгнут. Новым директором музея была назначена Алина Сапрыкина, арт-директор Центра дизайна Artplay.
Галина Ведерникова являлась действительным членом международной Академии культуры и искусства, членом Коллегии Департамента культуры города Москвы, членом Комиссии по монументальному искусству при Московской городской думе. Была председателем Совета директоров Московских музеев. По личной инициативе Г. И. Ведерниковой был создан Комитет коллекций и деятельности музеев городов международной музейной ассоциации ICOM CAMOC (International Committee for the Collections and Activities of Museums of Cities).
Скончалась 20 марта 2022 года.

## Награды
- орден «Знак Почёта» (1981),
- медаль «В память 850-летия Москвы» (1997),
- Почётная грамота Правительства Москвы (2000),
- медаль «Честь и польза» (2005),
- орден Дружбы (2006)[13],
- орден «Служение искусству» (2007).
- Почётная грамота Московской городской думы (2015)[14]
- Юбилейная медаль «Московская городская Дума. 25 лет» (2019)[15][16]

## Избранные труды
- Ведерникова Г. И. Из истории комплектования документального фонда Музея революции СССР (1923—1928) // Труды Центрального музея революции СССР. М., 1977. Вып. 9. С. 189—212.
- Ведерникова Г. И. Музейное дело в исторической и архивоведческой литературе 1920—1930-х годов // Историография и источниковедение архивного дела в СССР: межвузовский сб. /отв. ред. В. М. Устинов. М., 1984. С. 90-111.
- Музей Истории города Москвы и его коллекции / под общ. ред. Г. И. Ведерниковой [Текст] — М.: Музей Истории города Москвы, 1995. — 120 с.